# The Canyon (Philip Glass)
The Canyon ist ein symphonisches Werk des US-amerikanischen Komponisten Philip Glass im Stil der Minimal Music. Glass schrieb das Werk 1988 als Auftragsarbeit der Voorheen ADM Oudegracht (Niederlande) für das Rotterdams Philharmonisch Orkest. Es ist Teil 2 einer Trilogie von Werken zu Natur und moderner Technik als „Naturporträt“, folgt auf The Light und entstand vor Itaipu. Glass selbst bezeichnet die Komposition als „A dramatic episode for orchestra“.

## Besetzung
Die Komposition ruft folgende Instrumentalisten auf: 2.pic.2.2.2/4.3.2.btbn.1/pf/timp.8 perc (SD, TD, BD, t.bells, glsp maracas, 4wdbl, tgl, tamb, ratchet)/ pno/ str, 2fl, 2ob, 2cl in Bflat, 4hn in F, 2 trmb, bass trmb, tuba, strings (2vn, vla, vc, db) glock, maracas, snare dm, t dm, bass dm, 4 oder 6 Timpani und Piano.

## Beschreibung

### Kompositionsansatz
Philip Glass bezieht sich nicht auf eine bestimmte Schlucht, sondern auf eine ideale Schlucht, die aus seiner Fantasie hervorging. Die Komposition inszeniert als Orchesterbild eine prächtige Schlucht, die von einem beeindruckten Reisenden gesehen wird, der die Schlucht überquert.

### Aufbau
Die Komposition reflektiert eine signifikante, wenn auch nicht immer offensichtliche Dynamik, die dem starken Einsatz der Perkussion geschuldet ist. Trotz der minimalistischen Wiederholung ergibt sich eine besondere dynamische Ausdruckskraft, die die strukturelle Kraft von Musik und Orchester veranschaulicht.
The Canyon ist wie ein großes Crescendo und Decrescendo einer ABA-Form. Thematisiert wird das tief unten in der Schlucht sich bewegende Wasser, das eine Funktion der zugrunde liegenden rhythmischen Struktur bildet. Die aufgegriffenen Themen vermitteln ein fast architektonisches Raumgefühl einer gewaltigen Schlucht. Die Komposition erzeugt wiederholt einen Spannungsaufbau, der dazu verleitet anzunehmen, in einen Klimax (Höhepunkt)  zu münden. Die dynamischen Aufwallungen periodischer Höhepunkte führen zu einem absoluten Höhepunkt und findet dann im zurückhaltenden Finale an den Anfang zurück. Im Grunde spiegelt die Komposition die Topografie oder die Höhe der Schlucht wider.

### Dauer
The Canyon ist ca. 18 Minuten lang.

## Aufführungen
Die Uraufführung fand am 18. Oktober 1988 mit dem Rotterdams Philharmonisch Orkest unter Reinbert de Leeuw statt. Die US-amerikanische Premiere erfolgte 1990 mit dem Atlanta Symphony Orchestra unter Robert Shaw.

## Veröffentlichungen (Auswahl)
- Itaipu & The Canyon. Atlanta Symphony Orchestra and Chorus unter Robert Shaw, Sony Classical (1990)